# Christ's College (Cambridge)
Christ's College er et kollegium, der er tilknyttet University of Cambridge i Cambridge i England. Christ's College er blandt andet anerkendt for sin høje akademiske standard.
Christ's College omfatter Master, Fellows af kollegiet, og omkring 450 bachelorer og 170 studerende. Omkring 125 bliver optaget hvert år på kollegiet.
Christ's College har et budget på 189.400.000 britiske pund tilsvarende til 1.575.903.814 danske kroner.

## Historie
Christ's College blev grundlagt af William Byngham i 1437 som Guds hus, på jord, som kort tid efter blev solgt for at muliggøre udvidelsen af King's College. Byngham anskaffede den første kongelige licens til Guds hus i juli 1439. Chris's College blev grundlagt for at afhjælpe manglen på latinskolelærere i England på tidspunktet. Kollegiet er sågar blevet beskrevet som "den første gymnasieuddannelses kollegium nogensinde". Godshouses oprindelige grund blev som sagt solgt i 1443 til King's College, og i øjeblikket står omkring tre fjerdedele af King's College Chapel på den oprindelige grund, som var kollegiets.
Efter det oprindelige royale stiftelsesbrev af 1439 modtog Guds hus tre flere stiftelsesbreve, to i 1442 og ét i 1446, alle tre blev givet før det i 1448 og det var det som Guds hus i realiteten blev grundlagt på. I dét stiftelsesbrev blev kong Henry VI navngivet som grundlægger, og i det samme år flyttede colleget til sin nuværende placering.
I 1505 modtog kollegiet en stor legatsum af Lady Margaret Beaufort, moder til kong Henry VII, og fik navnet Christ's College. Udvidelsen af populationen af kollegiet i det 17. århundrede førte til bygningen The Fellows bygning i 1640'erne.
Over det næste århundrede blev Christ's bemærket for flere fremtrædende akademikere, der forsøgte at harmonisere den traditionelle kristne tro med de nye naturvidenskabelige sandheder. Disse omfattede Cambridge Platonists som Ralph Cudworth og William Paley, hvis bog Evidences of Christianity (1794) forblev undervisningsmateriale i Cambridge indtil det tyvende århundrede.
Men Paleys holdninger om religion og videnskab var snart ved at blive omstødt af en anden mand, som også blev uddannet ved Christ's, nemlig Charles Darwin, der i 1828 kom og boede i William Paleys gamle lokaler i first court. On the Origin of Species (Om Arternes Oprindelse) blev offentliggjort omkring 30 år senere, men den unge Darwins interesse for botanik og geologi blev udarbejdet på Cambridge og på Christ's College.
Ligesom resten af Cambridge blev livet på Christ's forvandlet af victorianerne med strengere eksamener plus en stigning i eksperimentel videnskab og åbningen af universitetet for ikke-anglikanere. Den første halvdel af det tyvende århundrede var mærket af to verdenskrige.

## Bemærkelsesværdige alumni
1. John Milton
2. William Paley
3. Charles Darwin
4. Louis Mountbatten
5. Rowan Williams
6. Sacha Baron Cohe
7. John Oliver
8. Jan Smuts
9. J. Robert Oppenheimer